# Фольке, Карл
Карл Фо́льке (Carl Folke; род. 26 июня 1955, Стокгольм) — шведский учёный, эколог, специалист по устойчивому развитию. Директор и профессор Института экологической экономики Бейера Шведской королевской академии наук и директор по науке Stockholm Resilience Centre (в обеих директорских должностях — с 2007), член Шведской королевской академии наук (2002) и иностранный член НАН США (2017).
Входит в число самых высокоцитируемых учёных в мире, консультировал по экологии правительство Швеции.

## Биография
Получил университетские степени по экономике и администрированию, и биологии с фокусом на экологии.
Степень доктора философии получил в Стокгольмском университете в 1990 году на кафедре системной экологии. В 1991 году провёл два месяца в качестве постдока в Бостонском университете. Затем с того же года по 1996 год заместитель директора Института экологической экономики Бейера Шведской королевской академии наук. C 1994 года ассоциированный профессор, с 1996 года полный профессор Стокгольмского университета (по 2007), и в 1999—2006 годах директор его Центра междисциплинарного экологического исследования. С 2007 года директор Института экологической экономики Бейера Шведской королевской академии наук и с того же года также директор по науке Stockholm Resilience Centre, соучредитель последнего. Принимал участие в работе над Millennium Ecosystem Assessment. Почётный доктор бельгийского Лёвенского католического университета (2015). Женат, трое детей.
С 2002 года шеф-редактор журнала Ecology and Society, член редколлегий других журналов.
Автор более 200 научных работ, включая 15 в Science и Nature.

## Награды и отличия
- Marine Fellow, Pew Charitable Trusts[англ.] (1995)[6]
- Sustainability Science Award, Экологическое общество Америки (2004, в числе первых удостоенных)
- Ebba and Sven Schwartz Scientific Award (2016)
- Planet and Humanity Medal, Международный географический союз (2016)
- Sweden Science Impact Award (2017)
- Gunnerus Sustainability Award[англ.] (2017)[4]
- Премия Хейнекена (2022)